# L'uomo che sapeva troppo poco
L'uomo che sapeva troppo poco è un film del 1997 diretto da Jon Amiel con Bill Murray.

## Trama
Ritchie è un commesso di un negozio di video noleggio in vacanza a Londra in visita al fratello.
L'uomo è particolarmente stupido e problematico da gestire per il fratello che decide di sbarazzarsene per una sera facendolo partecipare ad un programma televisivo "Il teatro della vita". Da qui ha inizio una vera commedia degli equivoci.
Ritchie riceve una chiamata destinata ad un vero killer e la scambia per l'invito a partecipare al programma, trascinandosi in un turbine di eventi che lo porteranno a divenire per una notte un agente segreto con in mano le sorti del mondo, senza mai accorgersi che non si tratta di un programma televisivo.
Grazie alla sua fortuna, però, l'improvvisato agente segreto riesce a salvare le sorti del mondo, salvandosi da assassini, una torturatrice ucraina, dardi avvelenati e una bomba ad orologeria.
Dopo l'impresa portata a termine anche grazie a Dory, una ragazza immischiata in un ricatto contro il primo ministro inglese, viene assunto come agente segreto da una misteriosa agenzia, Ritchie accetta credendo di venire assunto come conduttore di un programma televisivo.